# Jonne Järvelä
Jonne Järvelä (* 3. června 1974) je finský zpěvák a kytarista. Je zakládajícím členem finské folk metalové kapely Korpiklaani (do r. 2003 fungovala pod názvem Shaman). Je známý tím, že do své hudby vnáší elementy finské polky (tzv. humppy), ale i tradiční sámské hudby, tj. joik. Jeho joik můžeme slyšet i na desce kapely Finntroll, Jaktens Tid.

## Život
Narodil se roku 1974 v Jižním Finsku a jeho otcem je Raimo Järvelä. Vyrůstal ve finské oblasti Vesilahti, kde společně se svými přáteli roku 1988 založil svojí první hudební kapelu. Od roku 1993 Järvelä po pět let procházel laponské země v oblasti Kittilä v okolí střediska zimních sportů Levi, kde v zimním rezortu HulluPoro vystupoval jako kytarista a zpěvák společně se svou společnicí Maaren Aikio v kapele tehdy známé jako Shamaani-Duo. Jejich hudba je silně inspirována sámskou kulturou, což se zřetelně vyznačuje jak v jejich textech, tak i v melodii hudby samotné. Postupem času se Jonne začal čím dál tím méně zajímat o metalovou hudbu a prodal téměř všechnu svoji metalovou hudební soupravu. Od té doby působil v Shamaani-Duo jako akustický kytarista a kapela se nadále nesla v duchu finské tradiční hudby.
V Laponsku se od Sámů naučil zdejší způsob zpěvu, tzv. Joik. To, jak si tento způsob zpěvu osvojil, líčí v rozhovoru z roku 2005 s internetovým časopisem vampster.com:
| „               | „Když jsem dřív žil v Laponsku, tak jsem tam fakt žil jako v lesní divočině. Nejbližší obchod se nacházel až 80 kilometrů od mý chaty, takže jsem mohl jezdit nakupovat jenom jednou do týdne. Musel jsem tedy nakupovat i týdenní zásoby piva, které však bohužel do dalšího dne obvykle nevydržely. To se většinou stávalo, když jsem objevoval techniku joiku. Se spoustou lahváčů jsem si sedl na skálu a zkoušel jsem rozmlouvat s vlky, který bylo zřetelně slyšet v dálce.“ | “ |
| — Jonne Järvelä | |   |

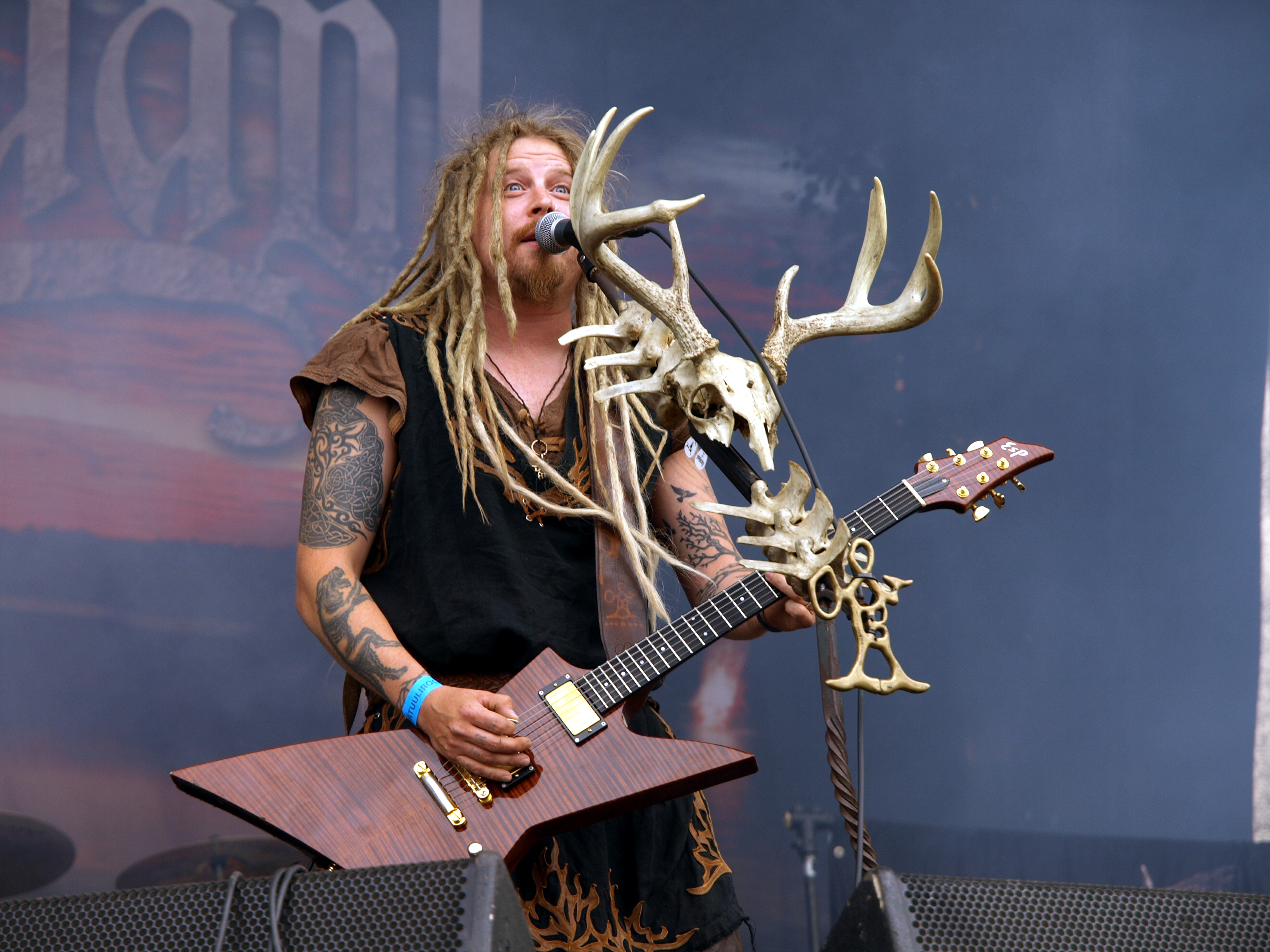
Jonne Järvelä na koncertě

Järvelä si musel v Laponsku zaopatřovat jídlo sám (až na některé výjimky, které si často dokupoval), což prováděl například i pravidelným lovením.
S jeho rostoucím zájmem o metalovou hudbu se od roku 1998 přesměroval ze svého dosavadního hudebního stylu na folk rockovou, respektive na folk metalovou hudbu. Postupem času se ze Shamaani-Duo stala folk metalová kapela Shaman, kde působil jako kytarista, zpěvák a skládal pro kapelu nové písně. Kapelu bylo ze začátku těžké na hudební scéně prosadit, protože originální a svérázné písně neměly velký ohlas ani na scéně metalové hudby, ani mezi širokou veřejností. Takto se vyjadřoval v rozhovoru pro časopis Legacy roku 2006:
| „               | „Když jsem začátkem 90 let začal kombinovat rockovou hudbu s tou lidovou, lidi na mě koukali, jako bych byl blázen. Nejprve to takhle trvalo deset let. V devadesátkách bylo holt těžký být folk metalista, protože celý svět chtěl poslouchat jenom tyhle evropský techno-rapový sračky.[…] | “ |
| — Jonne Järvelä | |   |

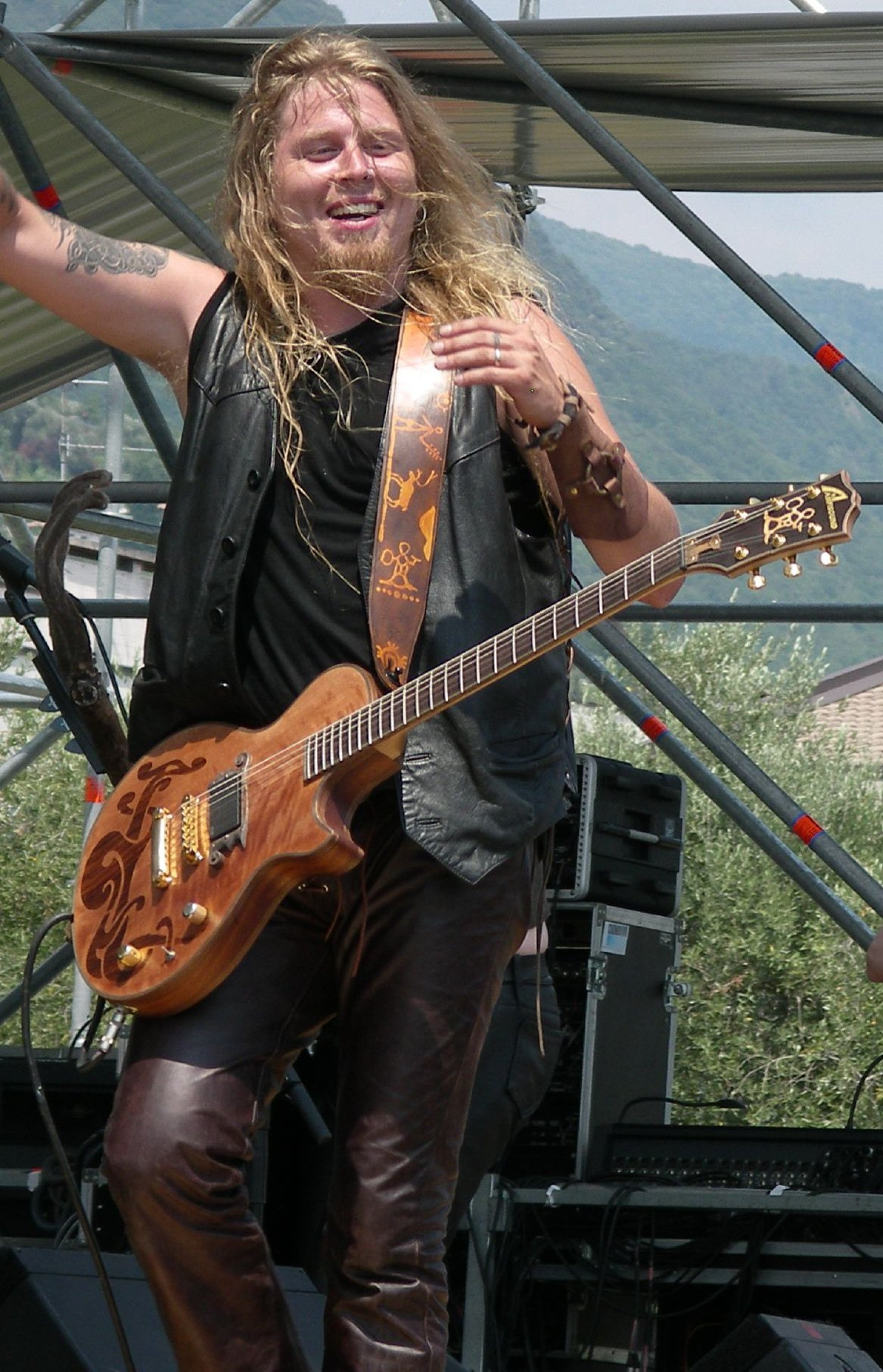
Jonne roku 2006 se svojí kytarou Gibson Les Paul

V roce 2001 svým joik-zpěvem pomáhal finské folk metalové kapele Finntroll v albu Jaktens Tid, díky čemuž s ní společně jezdil na turné. Ovlivněn koncertováním a hudbou kapely Finntroll, rozhodl se, že po deseti letech roku 2003 odejde z kapely Shaman, pro kterou je silně vázaný a nenahraditelný člen, a založí novou kapelu; Korpiklaani (divoký klan), která bude mít více metalový ráz. Roku 2008 propůjčuje svůj hlas argentinské celtic metalové kapele Skiltron v albu Beheading thi Liars. Taktéž spolupracuje s maďarskou folk metalovou kapelou Dalriada na albu Ígéret, které bylo vydáno 18. února 2011. Jonna lze mimoto zaslechnout i v písni A Thousand Eyes pocházející od pagan metalové kapely Varg z alba Guten Tag. Na jaře roku 2013 obnovil svoji spolupráci s kapelou Skiltron, kdy jim pomohl nazpívat doprovodný zpěv k písni The Rabbit Who Wanted To Be a Wolf z alba Battleground.

### Soukromý život
Jonne Järvelä žije ve finské oblasti Metsämaa ve městě Loimaa, které je vzdáleno přibližně dvě hodiny autem od Tampere, Lahti a Helsinek. Je několikanásobným otcem. Jeho nejstarší syn je z poloviny Sám a narodil se v době, kdy Jonne pobýval v Laponsku. Finančně se Järvelä zajišťuje pouze díky hudebnímu průmyslu.

### Hudební nástroje
Přibližně do roku 2004 Jonne hrál výhradně na ručně vyrobené a unikátní kytaře vyrobené finskou rukodělnou výrobnou Amfisound. Od roku 2007 hraje na kytaru Gibson Les Paul s povrchem imitujícím dřevo a kresbami posetým korpusem. Poté až do roku 2009 hrál na elektrickou kytaru Jackson Rhoads. Od alba Karkelo Järvelä opět hraje na kytary od společnosti ESP Guitars, převážně na Gibson Explorer.